# 安哲 (記者)
安哲（韓語：안철，？—），化名自由撰稿人。曾潛入朝鮮民主主義人民共和國觀察和記錄當地人民生活，特別是在鄉鎮、黑市記錄下大量影像資料。2000年，根據他的經歷和資料拍攝成了紀錄片《北朝鮮的孩子》。

## 外部連結
- https://web.archive.org/web/20140423061101/http://www.dailynk.com/korean/keys/2000/8/03.php